# Roland Christianson
Karl Yngve Roland Christianson, född 12 juli 1920 i Halmstad, död 1 januari 2005, var en svensk företagsledare.
Christianson, som var son till direktör Yngwe Christianson och Vahlborg Hansson, avlade studentexamen 1939, reservofficersexamen 1941 och utgick från Göteborgs Handelsinstitut 1943. Han anställd på försäljningsavdelningen vid Helsingborgs Gummifabriks AB 1943, på försäljningsavdelningen vid AB Svenska Shell i Malmö 1946, vid AB Th. Schéle i Halmstad 1950 och var verkställande direktör där sedan 1961. Han var även verkställande direktör i Rederi AB Westkusten sedan 1956. Han blev styrelseledamot i AB Th. Schéle och i Rederi AB Westkusten 1952, i Sjöförsäkringsbolaget Skåne-Halland i Råå 1953 och ordförande i Rederiföreningen för mindre fartyg 1957.